# Mjövattentjärnen
Mjövattentjärnen är en sjö i Sollefteå kommun i Ångermanland och ingår i Ångermanälvens huvudavrinningsområde. Sjön har en area på 0,0268 kvadratkilometer och ligger 283 meter över havet. Sjön avvattnas av vattendraget Bruksån (Ladvattenån).

## Delavrinningsområde
Mjövattentjärnen ingår i det delavrinningsområde (699403-157210) som SMHI kallar för Utloppet av Knäsjön. Medelhöjden är 290 meter över havet och ytan är 34,46 kvadratkilometer. Det finns inga avrinningsområden uppströms utan avrinningsområdet är högsta punkten. Bruksån (Ladvattenån) som avvattnar avrinningsområdet har biflödesordning 2, vilket innebär att vattnet flödar genom totalt 2 vattendrag innan det når havet efter 61 kilometer. Avrinningsområdet består mestadels av skog (68 procent). Avrinningsområdet har 3,11 kvadratkilometer vattenytor vilket ger det en sjöprocent på 9 procent.